# Winfield W. Scott Jr.

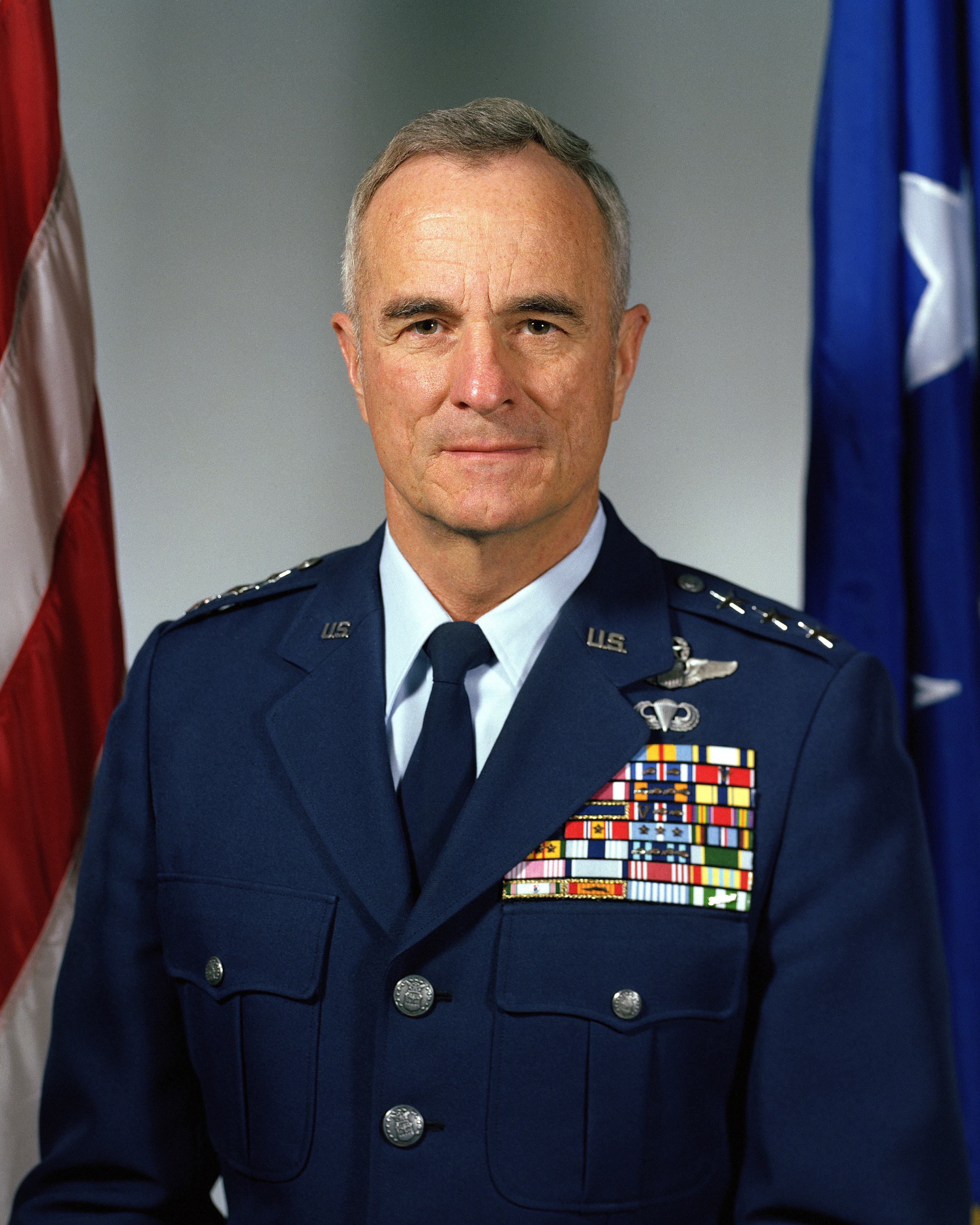
Winfield W. Scott Jr. (1985)

Winfield Wayne Scott Jr. (* 10. Dezember 1927 in Honolulu, Hawaii-Territorium; † 19. März 2022 in Colorado Springs, Colorado) war ein Generalleutnant der United States Air Force. Er war unter anderem Leiter (Superintendent) der United States Air Force Academy.

## Leben
Winfield Scott entstammte einer Familie mit militärischen Wurzeln. Er besuchte die High School in Lewisburg im Bundesstaat West Virginia. In den Jahren von 1946 bis 1950 absolvierte er die United States Military Academy in West Point. Nach seiner Graduation entschied er sich für eine Laufbahn in der United States Air Force. Dort durchlief er anschließend alle Offiziersränge vom Leutnant bis zum Vier-Sterne-General. Bemerkenswert ist, dass Willard Warren Scott, Jr., mit dem er nicht verwandt war, gleichzeitig in West Point studierte. Beide Männer erreichten später, allerdings in verschiedenen Teilstreitkräften, den Grad eines Drei-Sterne-Generals und sie teilten sich die Abkürzung ihres Namens, W.W. Scott. Hinzu kommt, dass der eine später die Militärakademie in West Point und der andere die der Luftwaffe in Colorado Springs leitete.
Im Lauf seiner militärischen Karriere absolvierte er verschiedene Kurse und Schulungen. Dazu gehörten unter anderem eine Ausbildung zum Kampfpiloten und weitere Fortbildungskurse als Pilot neuer Flugzeugtypen; das Armed Forces Staff College in Norfolk in Virginia und das Naval War College in Newport in Rhode Island. Außerdem erhielt er einen akademischen Grad von der Katholischen Universität von Amerika.
Gleich nach seiner Pilotenausbildung wurde er nach Südkorea versetzt, wo er als Pilot am Koreakrieg teilnahm. Danach war er an verschiedenen Stützpunkten in den Vereinigten Staaten stationiert. Dabei war er als Pilot, Flugausbilder oder Stabsoffizier bei unterschiedlichen Einheiten tätig. Dazwischen absolvierte er die erwähnten Schulungen. Zwischen Mai 1959 und Juli 1962 war er als Ausbilder im Rahmen des ROTC-Programms tätig. Anschließend gehörte er bis zum Sommer 1963 der Fakultät der Katholischen Universität von Amerika an, wo er sich mit dem Fach Luft- und Raumfahrt befasste (aerospace studies).
Daran schloss sich sein Studium am Armed Forces Staff College an, das er im Februar 1964 erfolgreich abschloss. Anschließend wurde er nach England versetzt, wo er bis zum August 1966 auf der Royal Air Force Station Lakenheath die 492nd Tactical Fighter Squadron kommandierte. Es folgte sein Studium am Naval War College und eine Weiterbildung bei der 476th Tactical Fighter Squadron, die auf der George Air Force Base in Kalifornien stationiert war.
In den Jahren 1968 und 1969 war Winfield Scott unter anderem als Kampfpilot im Vietnamkrieg eingesetzt. Dabei flog er 108 Einsätze. In den folgenden Jahren bekleidete er unterschiedliche Aufgaben bei verschiedenen Einheiten und Hauptquartieren in den Vereinigten Staaten. Zwischen August 1977 und Juni 1978 war er Stabsoffizier in der Abteilung für Planungen und Operationen im Hauptquartier der Luftwaffe. Danach wurde er zur Elmendorf Air Force Base in Alaska versetzt. Dort erhielt er den Oberbefehl über das Alaskan Air Command und die Luftstreitkräfte der Verteidigungsregion um Alaska (Alaskan North American Air Defense Region).
Im April 1981 wurde Scott erneut nach Südkorea versetzt. Dort war er stellvertretender Kommandeur der United States Forces Korea, des United Nations Command Korea und der kombinierten südkoreanisch-amerikanischen Streitkräfte. Sein letzter Auftrag führte ihn nach Colorado Springs in Colorado zur United States Air Force Academy. Am 16. Juni 1983 übernahm er als Nachfolger von Robert E. Kelley als Superintendent die Leitung dieser Ausbildungsstätte. Dieses Amt bekleidete er bis zum 26. Juni 1987, als er von Charles R. Hamm abgelöst wurde. Anschließend schied er aus dem aktiven Militärdienst aus.
Während seiner aktiven Zeit als Militärpilot absolvierte er über 5300 Flugstunden auf verschiedenen Flugzeugtypen. In den Jahren von 1990 bis 1996 war Scott Leiter des New Mexico Military Institute. Er starb am 19. März 2022. Unter seinen Kindern waren die inzwischen pensionierten Winfield W. Scott III, ein Generalmajor der Luftwaffe, Michael W. Scott, ein Oberstleutnant der Luftwaffe, David J. Scott, der ebenfalls Generalmajor der Air Force war, und John P. Scott, der es bis zum Oberstleutnant der Luftwaffe brachte.

## Orden und Auszeichnungen
Winfield Scott Jr. erhielt im Lauf seiner militärischen Laufbahn unter anderem folgende Auszeichnungen:
- Defense Distinguished Service Medal
- Air Force Distinguished Service Medal
- Legion of Merit
- Distinguished Flying Cross
- Bronze Star Medal
- Meritorious Service Medal
- Air Medal
- Air Force Commendation Medal